# Odontites litoralis
Odontites litoralis là loài thực vật có hoa thuộc họ Cỏ chổi. Loài này được FRIES mô tả khoa học đầu tiên.